# Ángeles Huerta González
Ángeles Huerta González (Gijón, 1974) és una directora de cinema i guionista coneguda pel seu treball en el documental Esquece Monelos. Viu en Galícia des de l'any 2002.

## Trajectòria
Doctora en Literatura Comparada per la Universitat d'Oviedo. Va estudiar direcció cinematogràfica en la Met Film School de Londres, tapa en la qual va participar en el rodatge dels curtmetratges Normal people i The Fetch.
Es va estrenar com a directora de llargmetratges amb la pel·lícula Esquece Monelos, el documental gallec més premiat l'any 2017. L'obra va rebre el Premi Maestro Mateo en la categoria de Millor Documental, Millor Direcció de Fotografia (Jaime Pérez) i Millor Muntatge (Sandra Sánchez). També va obtenir l'Esment Especial del Jurat del certamen Documentamadrid. També va ser finalista als Premis Feroz de 2016 en la categoria Millor Documental.
El 2002 va dirigir el llargmetratge de ficció O corpo aberto. una pel·lícula de terror basada en la narració Lobosandaus, que forma part del llibre de contes Arraianos publicat per Xosé Luís Méndez Ferrín. La pel·lícula es va estrenar la tardor de 2022. Va ser la gran guanyadora de la 21a edició dels Premis Mestre Mateo en obtenir els premis a la millor pel·lícula, millor directora, millor guió, millor actor, millor actor secundari, millor direcció artística, direcció de producció, música original, so, fotografia i maquillatge.

## Obres

### Curtmetratges
- Corredor (2009)
- Io ti ailoviu (amore ossoleto) (2011)
- Normal People (a smartphone tragedy) (2013)
- Roma è troppo lontana (2013)
- The Fetch (2014)
- Próxima estación, San Sadurniño (2017)
- A nena azul (2018). Coguionista.

### Llargmetratges
- Esquece Monelos (2017)
- O corpo aberto (2022)